# Neoscona marcanoi
Neoscona marcanoi är en spindelart som beskrevs av Claude Lévi 1993. Neoscona marcanoi ingår i släktet Neoscona och familjen hjulspindlar. Inga underarter finns listade i Catalogue of Life.